# 紙屋院
紙屋院是古代日本律令制下圖書寮的别所（附属机构），负责朝廷用纸的生产，有时略称为“紙屋”。

## 概述
紙屋院负责新的和纸与漉返紙（再生纸）的生产，这些纸张用于宫廷中各种公共和私人用途。紙屋院制作的和纸被称为紙屋纸，这个名字出现在728年（神龜5年）的正倉院所藏的《正仓院文书》中。根据《养老律令》，山背国（后来的山城国）有50家造纸厂，由圖書寮所属的技术人员——4名造纸手和在他们手下工作的品部组成。
随着日本于794年遷都平安京，紙屋院迁移至天神川（又称紙屋川）沿岸的北野、平野一带，设施也得到改善。据《延喜记》记载，紙屋院每年生产20,000张各式和纸，并交付给内藏寮保存管理。紙屋院在南北朝时代被废止，但它的工匠和技术传承给京都造纸厂，以及藏人所控制的纸座（和纸制造和销售商组成的团体）。